# Li Minwei

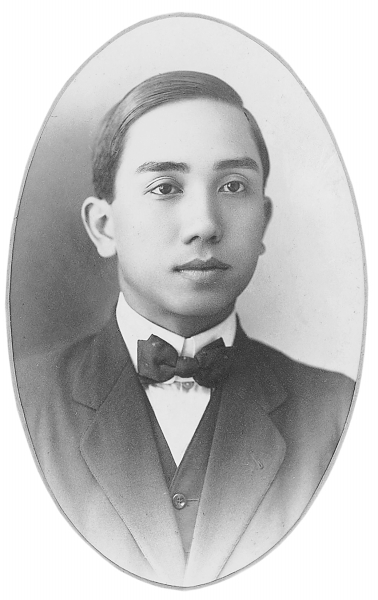
Schwarzweiß-Porträt
Li Minwei (1893－1953)

Li Minwei (chinesisch 黎民偉 / 黎民伟, Pinyin Lí Mínwěi, Jyutping Lai4 Man4wai5, kantonesisch Lai Man-wai; * 25. September 1893 in Yokohama, Japan; † 26. Oktober 1953 in Hongkong) war ein chinesischer Filmproduzent, Regisseur und Schauspieler. Er gilt als „Vater des Hongkong-Films“.

## Leben
Der in Japan geborene Li wuchs in Hongkong auf und wurde 1911 Mitglied in Sun Yat-sens Kuomintang-Partei. Die Wurzel der Familie Li (黎) liegt in Xinhui, Jiangmen. 1913 war er gemeinsam mit seinem älteren Bruder Li Beihai (黎北海, 1889–1955) an der Produktion des ersten in Hongkong entstandenen Films „Zhuangzi prüft seine Frau“ (Zhuangzi shi qi, 莊子試妻) beteiligt. Li Minwei übernahm die Rolle der Ehefrau selbst, da zu jener Zeit noch keine Frauen im chinesischen Film auftraten. Seine Frau Yan Shanshan (嚴姍姍, 1896–1951) war in einer kleinen Rolle in diesem Film die erste Chinesin in einem Spielfilm.
Von 1921 bis 1928 war er in Shanghai – dem Zentrum der chinesischen Filmindustrie – als Filmregisseur tätig. 1923 gründete er in Hongkong die Filmgesellschaft Minxing, die später nach Shanghai umzog. 1930 ging daraus die gemeinsam mit Luo Mingyou gegründete Filmproduktionsgesellschaft Lianhua hervor, die neben Mingxing die wichtigste chinesische Filmgesellschaft der 1930er Jahre wurde. 1938, nach dem Beginn des Japanisch-Chinesischen Kriegs, kehrte Li Minwei nach Hongkong zurück und setzte sich zur Ruhe.
Über ihn drehte Clifford Choi (蔡繼光) 2001 die Dokumentation Lai Man-wai: Father of Hong Kong Cinema. Li Minwei wurde in Stanley Kwans 1992er Filmbiografie über Ruan Lingyu Centre Stage von Waise Lee dargestellt.
Auf der in Avenue of Stars in Hongkong wird Lin als „Begründer und Vater der Hongkonger Filmindustrie“ mit einer Gedenkplakette geehrt.